# Alger - Le Cap
Pour plus de détails, voir Fiche technique et Distribution.
Alger - Le Cap est un film documentaire français réalisé en 1951 par Serge de Poligny, sorti en 1953.

## Synopsis
Le rallye de 1951 avec des automobiles de série entre Alger et Le Cap, en passant par le Sahara.

## Fiche technique
- Titre : Alger - Le Cap
- Réalisateur : Serge de Poligny
- Commentaire : Serge de Poligny, dit par Jacques Lerat
- Musique : Marius-François Gaillard
- Producteur : Doc - UGC
- Durée : 85 minutes
- Date de sortie : 
  - France : 15 avril 1953

## À propos du film
Un extrait d'Alger - Le Cap a été présenté en avril 2011 au congrès de la Fédération internationale des archives du film (FIAF). La lettre d'information des Archives françaises du film (no 18, avril 2011) précise : « Les Archives françaises du film du CNC ont présenté dans ce cadre un extrait du film de Serge de Poligny Alger-Le Cap, retraçant le rallye automobile qui, en 1952, rallia les deux villes. Eric Le Roy a expliqué les conditions de production et de réalisation de ce documentaire auquel participèrent Marcelle Goetze et Jean Rouch ».